# BAe Sea Eagle
Il Bae Sea Eagle è la derivazione britannica del missile aria-superficie anglo-francese Martel, con specializzazione nel ruolo antinave. Ha motore a turbina e radar attivo, più un sofisticato sistema di guida. Dagli anni ottanta equipaggia la RAF. Pur essendo più capace dell'Exocet, non lo ha sostituito nella RN, dove è andato in linea l'Harpoon.

## Sviluppo
Nel 1973, il ministero della difesa ha rilasciato la direttiva numero 1226, in cui si proponeva la sostituzione del missile anti-nave francese  AS 37 Martel con un modello più recente. Nel 1976 sono stati stanziati i fondi per lo sviluppo dell'ordigno, mentre nel 1979 è iniziato la realizzazione del missile P3T, successivamente denominato Sea Eagle. La produzione fu avviata nel 1982, nel 1984 vi fu il test valutativo e nel 1985 il missile entrò in servizio.
Questo tipo di missile è stato sviluppato per poter essere impiegato su diversi velivoli ad ala fissa e ad ala mobile, come il Blackburn Buccaneer, il Panavia Tornado,il Sikorsky S-61, il BAE Sea Harrier e lo SEPECAT Jaguar.
Per adempiere al compito anti-nave, è stato dotato di una testata perforante di nuova concezione per poter penetrare le corazze reattive di ultima generazione.
Il Sea Eagle è stato modificato dall'aeronautica indiana per essere installato sui velivoli Tu-142M e Ilyushin Il-38. La versione impiegata sul Sikorsky S-61 è stata invece dotata di 2 propulsori esterni supplementari.